# Отто Лансель
Отто Лансель (нім. Otto Lancelle; нар. 27 березня 1885, Ксантен, Рейнська провінція — пом. 3 липня 1941, Краслава, Латвійська РСР) — німецький воєначальник часів Третього Рейху, генерал-лейтенант (посмертно, 1941) Вермахту. Кавалер Pour le Mérite (1918) та Лицарського хреста Залізного хреста (посмертно, 1941). Учасник Першої та Другої світових війн.

## Біографія
Отто Лансель народився 27 березня 1885 в місті Ксантен у Рейнській провінції.
Військова кар'єра
- 1 квітня 1905 — зее-кадет
- 18 квітня 1905 — фанен-юнкер
- 27 січня 1907 — лейтенант
- 8 липня 1914 — обер-лейтенант
- 3 квітня 1915 — гауптман
- 31 березня 1920 — майор

- 3 листопада 1931 — СА-штандартенфюрер
- 1 лютого 1932 — СА-оберфюрер

- 1 жовтня 1935 — майор
- 20 квітня 1936 — оберст-лейтенант
- 1 січня 1939 — оберст
- 1 лютого 1941 — генерал-майор
- 21 липня 1941 — генерал-лейтенант посмертно

1 квітня 1905 вступив до Військово-морського училища, але в грудні перевівся до сухопутних військ. Зарахований фанен-юнкером 43-го полку польової артилерії у Везелі. 27 січня 1907 отримав перше офіцерське звання лейтенант, служив інструктором в артилерійській школі.
Напередодні Першої світової війни став командиром взводу 5-ї батареї 6-го гвардійського полку польової артилерії, на чолі якого узяв участь у бойових діях спочатку на Східному, а пізніше на Західному фронті. З жовтня 1914 командир батареї. Двічі поранений літом 1915 року в боях у Франції. З грудня 1915 по лютий 1917 командир артилерійського дивізіону на російсько-німецькому фронті. З лютого 1917 до капітуляції Німеччини у війні на різних командних, викладацьких та штабних посадах в артилерії. 9 жовтня 1918 року за бойові заслуги нагороджений вищим орденом Німецької імперії Pour le Mérite.
У післявоєнний час займав низку посад в артилерійських частинах та школах, але врешті-решт 31 березня 1920 року був звільнений через те, що відмовився присягнути на вірність Веймарській республіці. Взимку 1920 приєднався до Сталевого шолому в Айленбурзі, тривалий час перебував у різних парамілітарних організаціях ультраправого толку. У 1923 вступив до НСДАП та в листопаді 1923 взяв активну участь у Пивному путчі Гітлера.
З 1924 до 1935 на вищих посадах у СА та Імперській службі праці. 1 жовтня 1935 відновився в лавах Збройних сил Третього Рейха, у званні майор. Служив у штабі 7-го артилерійського полку 7-ї піхотної дивізії. З 1 квітня 1938 командир 43-го, а з 10 листопада 1938 — 115-го артилерійських полків 46-ї піхотної дивізії Вермахту. З 1 вересня 1939 воєнний комендант Франкфурта-на-Одері, але вже через два місяці повернувся командиром артилерійської частини.
6 травня 1941 призначений командиром 121-ї піхотної дивізії II-го армійського корпусу, з якою вступив у війну з Радянським Союзом. З 22 червня 1941 року на північному фланзі фронту, прикордонні бої в Литві та Латвії. 3 липня 1941 року під час переправи німецьких військ через Західну Двіну в Краславі (Латвійська РСР) загинув від пострілу радянського снайпера.
21 липня 1941 року посмертно присвоєне військове звання генерал-лейтенант та нагороджений Лицарським хрестом Залізного хреста.

## Нагороди
- Рятувальна медаль

### Перша світова війна
- Залізний хрест 2-го і 1-го класу
- Нагрудний знак «За поранення» в сріблі
- Лицарський хрест ордена дому Гогенцоллернів з мечами (14 серпня 1917)
- Pour le Mérite (9 жовтня 1918)

### Міжвоєнний період
- Німецький імперський спортивний знак
- Почесний хрест ветерана війни з мечами
- Медаль «За вислугу років у Вермахті» 4-го, 3-го і 2-го класу (18 років)

### Друга світова війна
- Застібка до Залізного хреста 2-го і 1-го класу
- Лицарський хрест Залізного хреста (27 липня 1941; посмертно)